# Eh, Eh (Nothing Else I Can Say)
Eh, Eh (Nothing Else I Can Say) er tredje single fra den amerikanske sangerinde Lady Gagas andet debutalbum, The Fame. Sangen er skrevet af Lady Gaga og Martin Kierszenbaum og blev frigivet på verdensplan i 10. januar 2009.

## Hitliste
| Hitliste (2009-11)           | Højeste placering |
| ---------------------------- | ----------------- |
| Australian Singles Chart     | 15                |
| Belgian Tip Chart (Wallonia) | 60                |
| Canadian Hot 100             | 68                |
| Czech Airplay Chart          | 6                 |
| Danish Singles Chart         | 14                |
| Dutch Top 40                 | 12                |
| European Hot 100 Singles     | 40                |
| French Singles Chart         | 7                 |
| Hungarian Dance Chart        | 22                |
| Hungarian Singles Chart      | 8                 |
| New Zealand Singles Chart    | 9                 |
| Slovak Airplay Chart         | 67                |
| Swedish Singles Chart        | 2                 |